# Rodolfo Quezada Toruño
Rodolfo Quezada Toruño (Guatemala-Stad, 8 maart 1932 - aldaar, 4 juni 2012) was een Guatemalteeks geestelijke en kardinaal van de Katholieke Kerk.
Quezada Toruño bezocht het seminarie San José in San Salvador en werd op 21 september 1956 priester gewijd. Daarna studeerde hij nog aan de Universiteit van Innsbruck en de Pauselijke Gregoriaanse Universiteit in Rome, waar hij in 1962 promoveerde in het canoniek recht. Hierna werkte hij als kapelaan in Guatemale-stad, als hoogleraar aan verschillende universiteiten en als vice-kanselier van het aartsbisdom Guatemala.
Paus Paulus VI benoemde Quezada Toruño in 1972 tot hulpbisschop van Zacapa en titulair bisschop van Gadiaufala. In 1975 werd hij bisschop-coadjutor van hetzelfde bisdom en in 1980 werd hij benoemd tot bisschop van Zacapa. Hij was van 1988 tot 1992 voorzitter van de Guatemalteeskse bisschoppenconferentie. Hij speelde een voorname en verzoenende rol bij de beëindiging van de burgeroorlog die Guatemala dertig jaar had geteisterd. In 2001 werd hij benoemd tot aartsbisschop van Guatemala. In 2002 werd hij opnieuw voorzitter van de bisschoppenconferentie van Guatemala, wat hij bleef tot 2006.
Paus Johannes Paulus II nam hem tijdens het consistorie van 21 oktober 2003 op in het College van Kardinalen; hij kreeg de rang van kardinaal-priester. De San Saturnino werd zijn titelkerk. Hij nam deel aan het conclaaf van 2005, dat leidde tot de verkiezing van paus Benedictus XVI.
Quezada Toruño ging in 2010 met emeritaat.
- Bibliothèque nationale de France: cb10141223m (data)
- Gemeinsame Normdatei: 1042016526
- International Standard Name Identifier: 0000 0000 3815 7055
- Library of Congress Control Number: no92000629
- Nationale bibliotheek van Australië: 54957339
- Nederlandse Thesaurus van Auteursnamen: 074887238
- Système universitaire de documentation: 079715141
- Trove: 1598557
- Virtual International Authority File: 34445376
- WorldCat: E39PBJmxVCRQRh8JP4qvBfKmVC